# كاستل دي إيري
كاستل دي إيري (بالإيطالية: Castel di Ieri)‏ هي بلدية في مقاطعة لاكويلا في إقليم أبروتسو الإيطالي.

## السكان
في سنة 1861 بلغ عدد السكان 1٬396 نسمة، وتطور العدد ليصل في سنة 2011 لـ 329 نسمة.
يظهر هذا المخطط البياني تطور النمو السكاني لـ كاستل دي إيري